# Bara (Sabiñánigo)

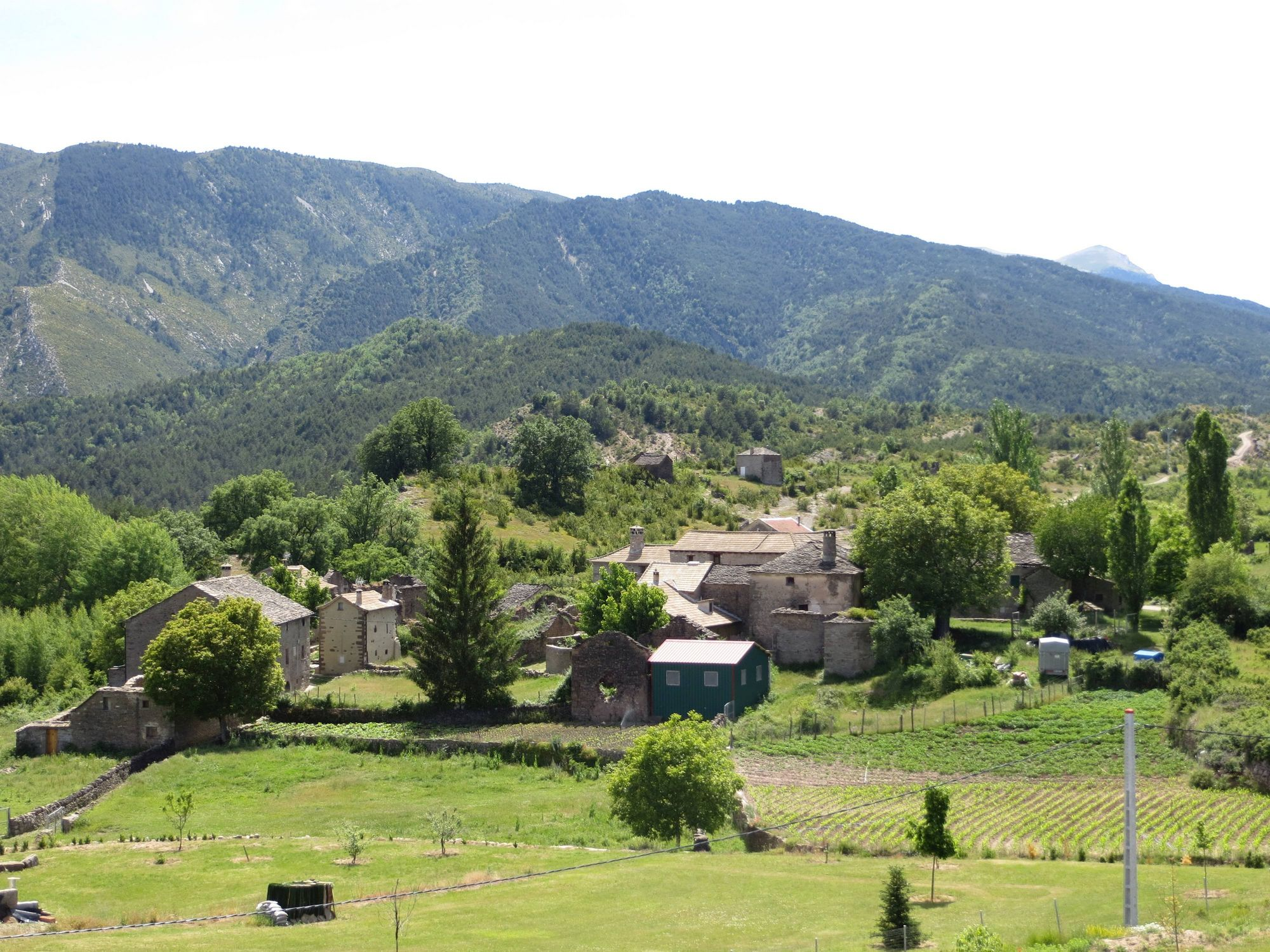
Bara (2016)

Bara ist ein spanischer Ort in der Provinz Huesca der Autonomen Gemeinschaft Aragonien. Bara, im Pyrenäenvorland liegend, gehört zur Gemeinde Sabiñánigo. Der Ort auf 935 Meter Höhe hatte im Jahr 2015 zehn Einwohner.

## Geographie
Bara liegt etwa 30 Kilometer südöstlich von Sabiñánigo in der Sierra de Guara.

## Geschichte
Der Ort wurde im Jahr 1091 erstmals urkundlich erwähnt.

## Einwohnerentwicklung
1900 = 137
1920 = 122
1930 = 143
1940 = 129
1950 = 93
1960 = 56
1970 = 9
1981 = 8
1991 = 6
2001 = 6
2011 = 9
2019 = 9

## Sehenswürdigkeiten
- Pfarrkirche San Pedro aus dem 17. Jahrhundert
- Mühle aus dem 18. Jahrhundert